# Homivka, Nijîn
Homivka (în ucraineană Хомівка) este un sat în comuna Bezuhlivka din raionul Nijîn, regiunea Cernihiv, Ucraina.

## Demografie
Componența lingvistică a localității Homivka
     Ucraineană (100%)
Conform recensământului din 2001, toată populația localității Homivka era vorbitoare de ucraineană (100%).